# Fridrich II. Saský
Fridrich II., zvaný též Mírný (též Dobromyslný či Jemnocitný, Friedrich, der Sanftmütige; ve starší české historiografii Bedřich II.) (22. srpna 1412, Lipsko – 7. září 1464) byl saský kurfiřt (1428–1464) a durynský lantkrabě (1440–1445) z rodu Wettinů.

## Život
Frederick se narodil v Lipsku jako nejstarší ze sedmi dětí saského kurfiřta Fridricha I. a Kateřiny, dcery Jindřicha I., vévody brunšvicko-lünenburského.
Po smrti svého otce v roce 1428 převzal vládu spolu se svými mladšími bratry Vilémem III., Jindřichem a Zikmundem. V roce 1433 Wettinové definitivně uzavřeli mír s husity a v roce 1438 Fridrich vedl saské jednotky k vítězství v bitvě u Železnic.
Zasedání saských stavů v roce 1438 je považováno za první zemský sněm Saska. Sněm získal právo scházet se v případě změn ve finančních záležitostech i bez svolávání kurfiřtem. Od roku 1466 sněm rozhodoval i o válce a míru.

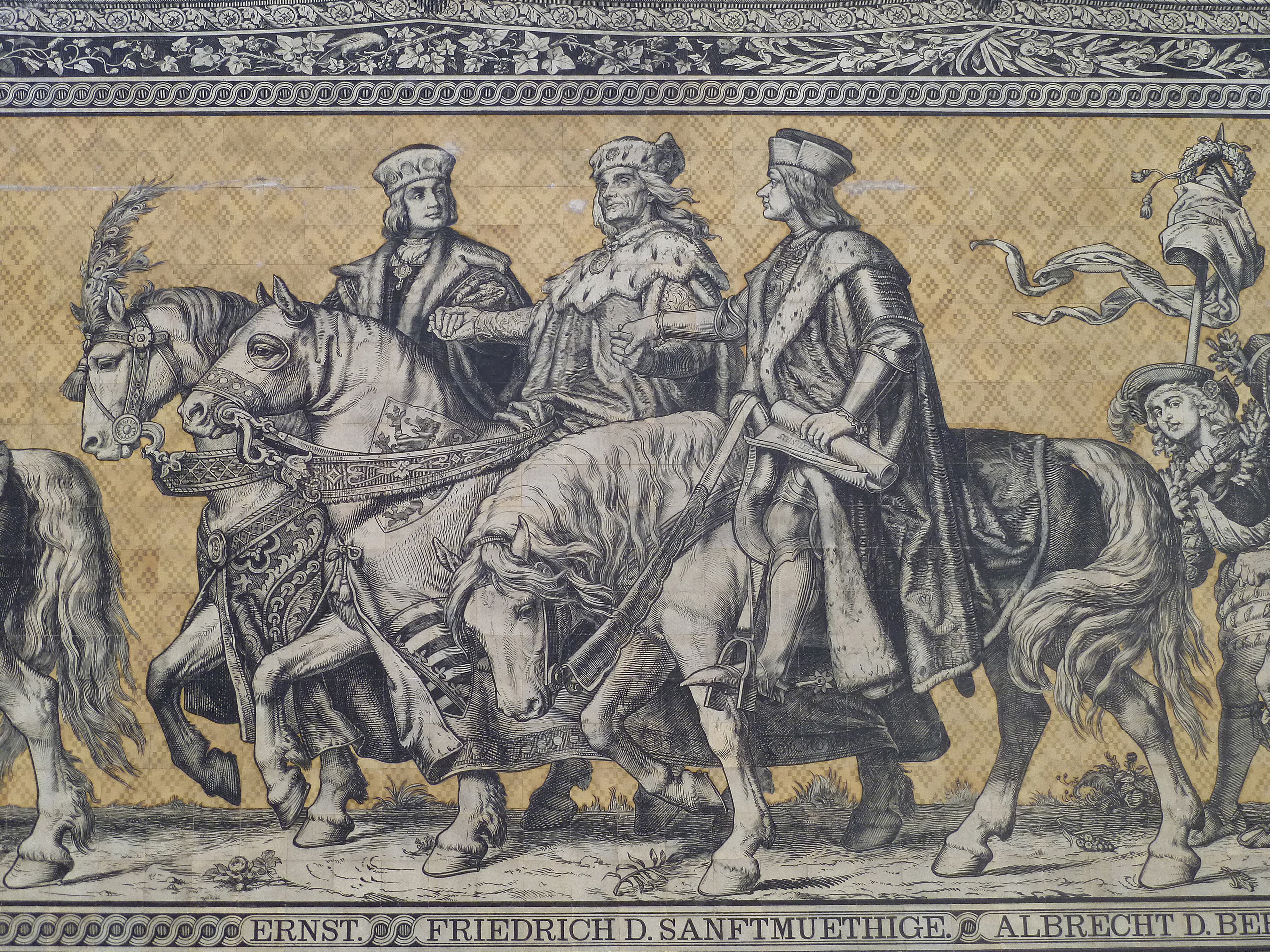
Arnošt, saský kurfiřt (1464–1486), Fridrich II., saský kurfiřt (1428–1464) a Albrecht III., vévoda saský (1486–1500); Fürstenzug, Drážďany.

Když bratr Jindřich v 1435 zemřel a Zikmund se v roce 1440 stal biskupem ve Würzburgu, Fridrich a Vilém si rozdělili majetek. Tzv. altenburským dělením v roce 1445 získal Vilém III. durynskou a franskou část a Fridrich východní část země. Krušnohorské doly zůstaly společným majetkem. Spory o území a právo na ražbu mincí však nakonec vedly roku 1446 k saské bratrovražedné válce, která skončila až 27. ledna 1451 naumburským mírem. V chebské smlouvě z roku 1459 stanovili kurfiřt Fridrich II., vévoda Vilém III. a český král Jiří z Poděbrad pevnou hranici mezi Čechami a Saskem podél hřebene Krušných hor a středem toku Labe, která je platná dodnes. Patří tedy k nejstarším dosud existujícím smluvně daným hranicím Evropy.
V roce 1441 kurfiřt poprvé v dějinách saského mincovnictví zavedl dvojí měnu s kvalitními tzv. groši se židovskou hlavou (Judenkopfgroschen) jako měny vyšší hodnoty (Oberwähr) a pak mince nižší hodnoty (Beiwähr, např. mečové groše Schwertgroschen), což však nevedlo k očekávanému úspěchu. V roce 1451 nechal přestavět lipskou mincovnu a v letech 1454 až 1461 nechal razit první saské zlaté mince (zlaté guldeny).
Po Fridrichově smrti v roce 1464 se v Lipsku nejprve společně ujali vlády oba jeho synové Arnošt a Albrecht, kteří přenesli sídlo kurfiřtství z Míšně do Drážďan. Poté, co v roce 1482 zemřel vévoda Vilém III. bez potomků, Durynsko se stalo jejich společným dědictvím.

## Rodina a potomci
Fridrich II. se v Lipsku dne 3. června 1431 oženil s Markétou Habsburskou, dcerou Arnošta Habsburského a Cymburgis Mazovské. Měli spolu osm dětí:
1. Amálie (4. dubna 1436 – 19. listopadu 1501) ⚭ 1452 Ludvík IX. (23. února 1417 – 18. ledna 1479), vévoda bavorský
2. Anna (7. března 1437 – 31. října 1512) ⚭ 1458 Albrecht III. Achilles (9. listopadu 1414 – 11. března 1486), braniborský kurfiřt
3. Fridrich (28. srpna 1439 – 23. prosince 1451)
4. Arnošt (24. března 1441 – 26. srpna 1486), saský kurfiřt, ⚭ 1460 Alžběta Bavorská (2. února 1443 – 5. března 1484)
5. Albrecht (31. července 1443 – 12. září 1500), vévoda saský a míšeňský markrabě, ⚭ 1459 Zdenka Česká (11. listopadu 1449 – 1. února 1510)
6. Markéta (1444–1498), abatyše v Seusslitzu
7. Hedvika (31. října 1445 – 13. června 1511), abatyše v klášteře Quedlinburg
8. Alexandr (24. června 1447 – 14. září 1447)